# Albert Valsien
Nathan Albert Valensi dit André Valsien ou Valsien, né le 24 avril 1882 à Alger et mort le 22 mai 1955  à son domicile dans le 10e arrondissement de Paris, est un chef d'orchestre, arrangeur et compositeur français.

## Biographie
On ne connait rien d'Albert Valsien en dehors de ses œuvres. Il est un des chefs d'orchestre (et sans doute arrangeur) les plus importants de l'époque, au théâtre et sur disques (comme Pierre Chagnon chez Columbia, il dirige toute la variété chez Odéon).
Albert Valsien est un compositeur prolifique. Il compose des chansons aussi bien que des opérettes.
Parmi ses titres les plus connus, on peut citer Si tu veux Marguerite, Cousine (chantés par Félix Mayol), Mon Vieux Pataud (interprété par Berthe Sylva), Donnez-moi la main Mam'zelle (créé par Maurice Chevalier)
Albert Valsien est encore le compositeur d'une dizaine de pièces totalement disparues, créées en province et en Belgique entre 1923 et 1935. En 1950, il apparaît dans le film Lady Paname d'Henri Jeanson, dans un rôle de chef d'orchestre.

## Œuvres principales
- Clo-Clo, 1920, sur un livret de Jean Guitton.
- J'te veux, comédie opérette en 3 actes, 1923, livret de Wilned et Marcel Grandjean, livret de Battaille-Henri.
- Le Béguin de la Reine, folie-opérette en 3 actes, 1923, livret d'Alfred Moyne et Marcel Labusquière.

## Compositeur
Albert Valsien fut compositeur pour :
- Félix Mayol
- Fortugé
- Harry Fragson
- Biscot
- Germaine Lix
- Fred Gouin

## Discographie
Liste non exhaustive.
- 1931 : Coucou ! / La Ronde Des Heures[7]
- 1932 : Ma Campanella[8]

## Filmographie
comme compositeur
- 1933 : Le Procureur Hallers / L'Autre de  Robert Wiene
- 1934 : Bibi la Purée de Léo Joannon
- 1937 : La Grande Illusion de Jean Renoir (compositeur de Si tu veux Marguerite)

comme acteur
- 1950 : Lady Paname de Henri Jeanson : le chef d'orchestre